# 미발
미발(未發)은 희노애락의 정감이 발현하기 전의 상태를 말하며, 정감이 발현된 후의 상태는 이발(已發)이라고 한다.

## 성리학적 용법
중용에 나오는 “희노애락이 아직 드러나지 않은 것을 중이라 하고, 드러나 모두 절도에 맞는 것을 화라 한다. 중이란 천하의 큰 근본이요 화란 천하에 다 같이 통하는 도이다[喜怒哀樂之未發謂之中, 發而皆中節謂之和. 中也者天下之大本也, 和也者天下之達道也]”라는 구절에서 유래한다. 즉 희노애락의 정감이 발현하기 전의 상태를 일컬어 미발(未發), 정감이 발현된 후의 상태를 일컬어 이발(已發)이라고 한다. 여기서 ‘희노애락’이라고 표현된 것은 단순히 기쁨, 노여움, 슬픔, 즐거움의 네 가지 감정에 국한되는 것이 아니다. 성리학적 견지에서 희노애락은 인간이 지닌 모든 지적․정서적 반응체계를 총괄하는 개념이며, 이는 성(性)과 대비되는 의미에서 정(情)을 뜻한다. 이를 다른 말로 사려(思慮)라고 부를 수도 있다. 그렇게 볼 때 미발이란 인간이 외부대상과 접촉하여 모종의 생각을 일으키기 이전을 뜻하며, 이발은 그 같은 생각이 생겨난 이후를 의미한다. 그렇기 때문에 동정(動靜)의 관점에서 본다면 미발은 아직 마음이 움직이지 않은 고요한 상태, 이발은 외적 자극에 의해 마음의 반응이 일어난 움직임의 상태에 속한다. 이는 미발과 이발을 외부사물과의 접촉 여하에 따라 시간상의 선후(先後)로 구분하는 논점이다.
그런데 미발과 이발에는 이러한 시간적 관념 외에 도덕적 함의가 아울러 내포되어 있다. 󰡔중용󰡕 원문에서는 미발이 곧 중(中)이요, 중이란 천하의 큰 근본[大本]이라고 말하고 있다. 즉 미발은 시간상의 선재성 뿐만 아니라 인간의 마음에 내재한 원형적인 도덕적 완전성을 함의한다. 외부사물의 자극에 의해 이리저리 움직이기 전, 인간의 본래마음은 어느 쪽으로도 치우치지 않는 완벽한 도덕적 균형을 갖추고 있다는 것이다. 그렇게 볼 때 미발상태에서 인간의 마음은 그 자체로 순선(純善)하다. 그와 달리 이발시의 마음은 액면 그대로 도덕적인 선을 의미하지 않는다. 마음이 외부사물에 반응하는 과정에서 때때로 지나치거나 모자라는[過不及] 불균형이 발생할 수 있기 때문이다. 따라서 발현된 마음은 그 자체로 선하다고 할 수 없으며, 그것이 선에 부합하기 위해서는 중에 합당하게끔 절도에 맞아야 한다. 그러므로 마음이 드러나기 전에는 본연의 중(中)을 잘 보존하고 드러난 후에는 절도에 맞는 화(和)의 상태를 견지하는 것, 그것이 바로 치중화(致中和)의 공부이고 성리학에서 말하는 마음수양의 요체라 할 수 있다.

## 참고
1. ↑  이선열 저, 17세기 조선, 마음의 철학에서 발췌 (저자와의 협의를 거침)